# وضوء

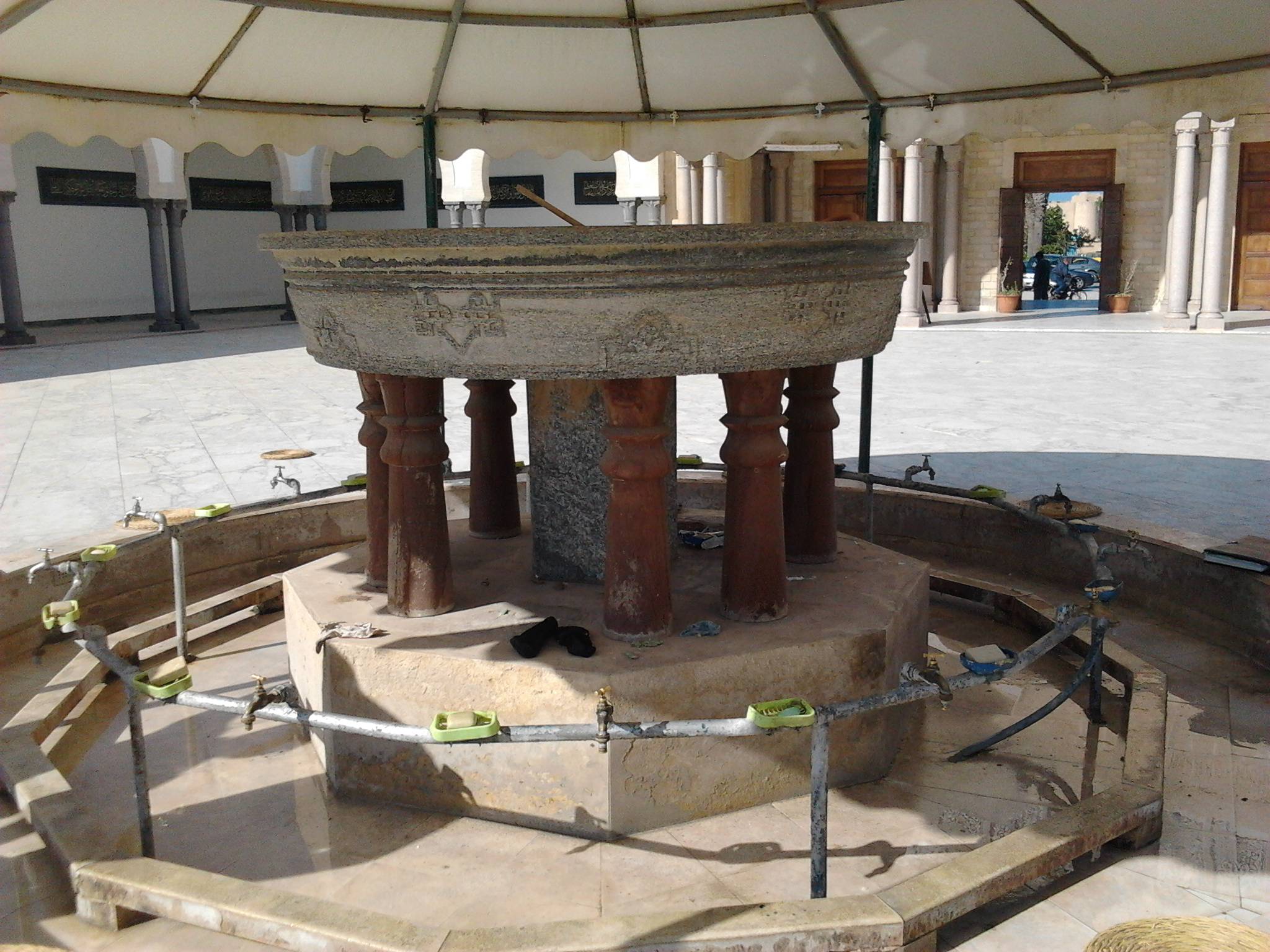
حوض وضوء بجامع "الحبيب بورقيبة" (الجامع الحنفي سابقاً) - المنستير - تونس

الوضوء في اللغة مشتق من الوضاءة أي الحسن والبهاء، وفي الشرع الإسلامي هو:طهارة مائية تخص أعضاء معينة على صفة مخصوصة بنية التعبد، الأفعال المخصوصة هي: النية، وإيصال الماء إلى أعضاء مخصوصة. وأركانه: (النية وغسل الوجه، ثم غسل اليدين إلى المرفقين، ثم مسح الرأس ثم غسل الرجلين إلى الكعبين، وهذه الأركان بمعنى: الأسس التي لا يصح الوضوء إلا بها، وهناك أفعال أخرى مشروعة للوضوء، منها ما هو فرض عند بعض العلماء كالترتيب، أو الترتيب والموالاة عند البعض، ومنها ما هو واجب عند البعض، كما أن للوضوء شروطاً وسنناً وأحكامًا أخرى محلها كتب الفقه.
والوضوء عند علماء الفقه هو أول مقصد للطهارة؛ لأنه مطلب أساسي للصلاة، وهو من أهم شروط الصلاة وفي الصحيحين: «لا يقبل الله صلاة أحدكم إذا أحدث حتى يتوضأ».

## تعريف الوُضُوء

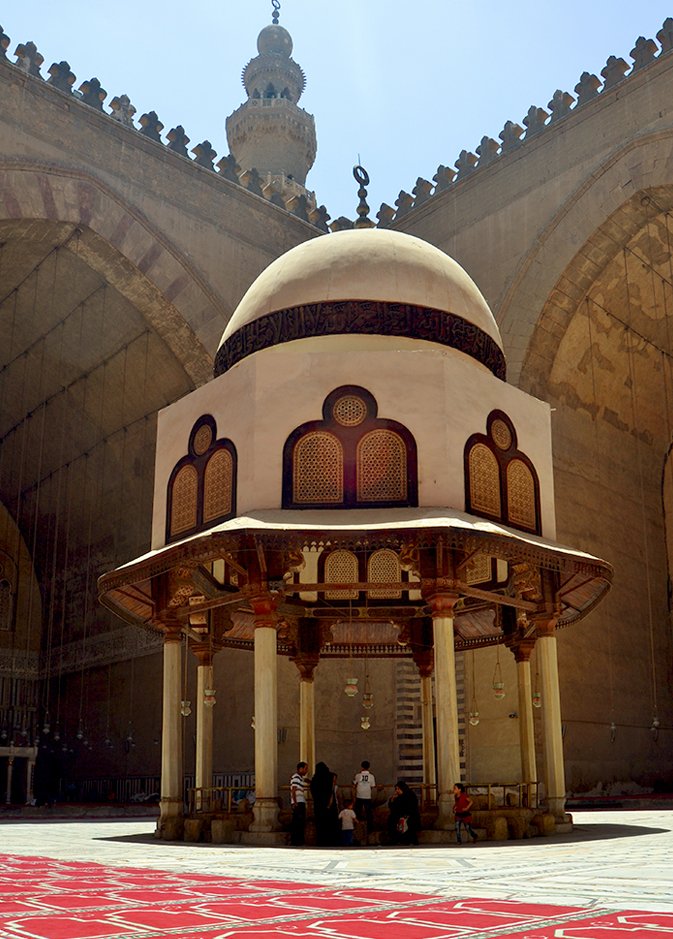
« ميضأة » جامع السلطان حسن بالقاهرة

الوُضُوءُ في اللغة: مأخوذ من الوضاءة بمعنى: الحسن والنظافة والضياء. سمي الوضوء الشرعي بذلك؛ لأنه نور من ظلمة الذنوب ولما يضفي على الأعضاء من وضاءة بغسلها.

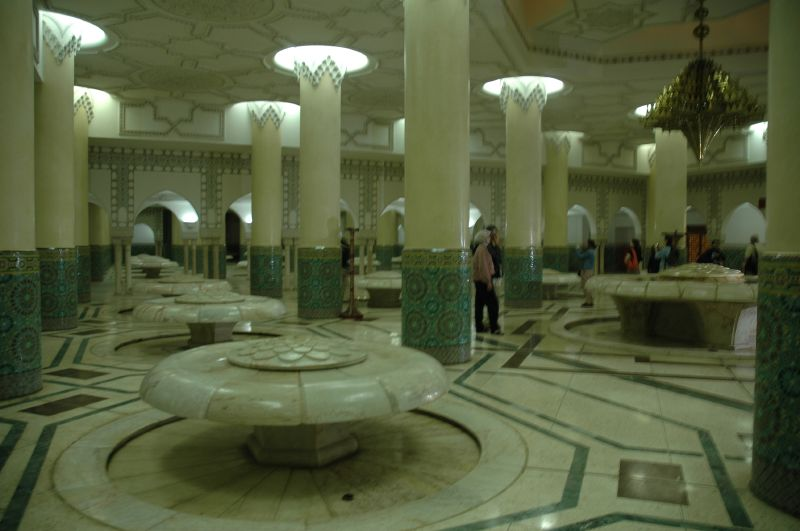
مكان الوضوء في مسجد الحسن الثاني المملكة المغربية

وفي الشرع هو: «استعمال الماء في أعضاءٍ مخصوصة، مع النية»، أَو «أفعال مخصوصة هي النية، وإيصالُ الماءِ إِلى أعضاء مخصوصة، بدءاً بغسل الوجه، ثم غسل اليدين، ثم مسح الرأْس، ثم غسل الرجلين». وتكون النية عند غسل أول جزء من الوجه.

## معناه
الوضوء بضم الواو اسم للفعل وهو استعمال الماء في أعضاء مخصوصة وبفتحها اسم للماء الذي يتوضأ به وهو مأخوذ من الوضاءة الحسن والنظافة والضياء من ظلمة الذنوب وسمي بذلك لما يضفي على الأعضاء من وضاءة بغسلها
وشرعا استعمال الماء الطهور في الأعضاء الأربعة وهي الوجه واليدين والرأس والرجلين.

## أركانه

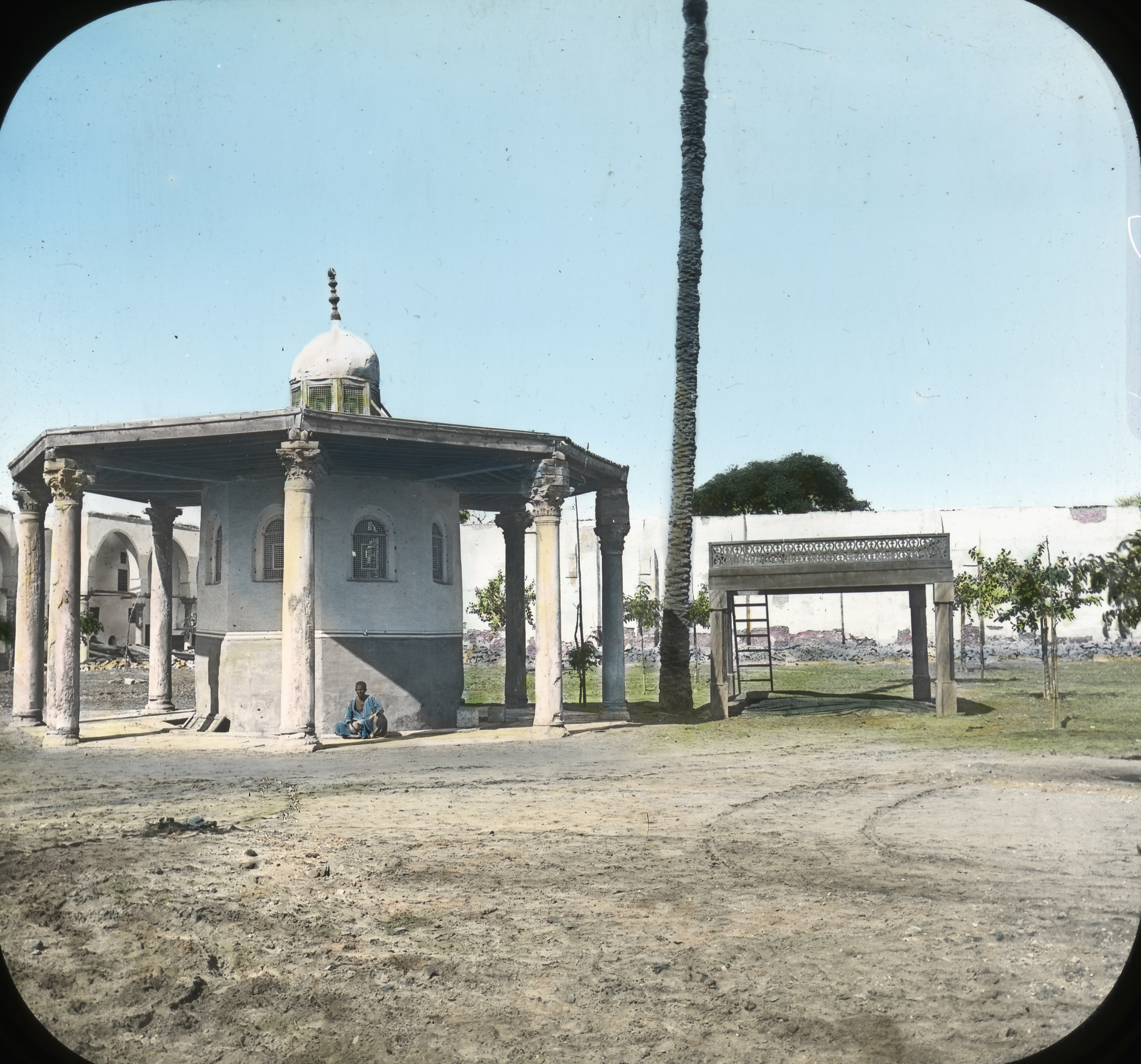
جامع عمرو بن العاص بالقاهرة

أركان الوضوء التي لا يتم الوضوء صحيحا إلا بها وهي:
1. غسل الوجه من منابت شعر الرأس المعتاد إلى ما انحدر من اللحية طولا ومن الأذن إلى الأذن عرضا ومنه: المضمضة والاستنشاق عند القائلين بالوجوب كالمالكية، فلا يجوز ترك بعض الوجه مثل: مابين اللحية إلى الأذن، أو ترك الاستنشاق والاكتفاء بمجرد وضع الماء على الأنف وهذا كله داخل في حد الوجه المأمور بغسله في قوله تعالى: ﴿يَا أَيُّهَا الَّذِينَ آمَنُوا إِذَا قُمْتُمْ إِلَى الصَّلَاةِ فَاغْسِلُوا وُجُوهَكُمْ وَأَيْدِيَكُمْ إِلَى الْمَرَافِقِ وَامْسَحُوا بِرُءُوسِكُمْ وَأَرْجُلَكُمْ إِلَى الْكَعْبَيْنِ﴾. سورة المائدة آية: (6)
2. غسل اليدين من أطراف الأصابع إلى نهاية المرفقين.
3. مسح الرأس كله.
4. غسل الرجلين إلى الكعبين.[3]
5. الترتيب.
6. الموالاة.[4]

## سننه

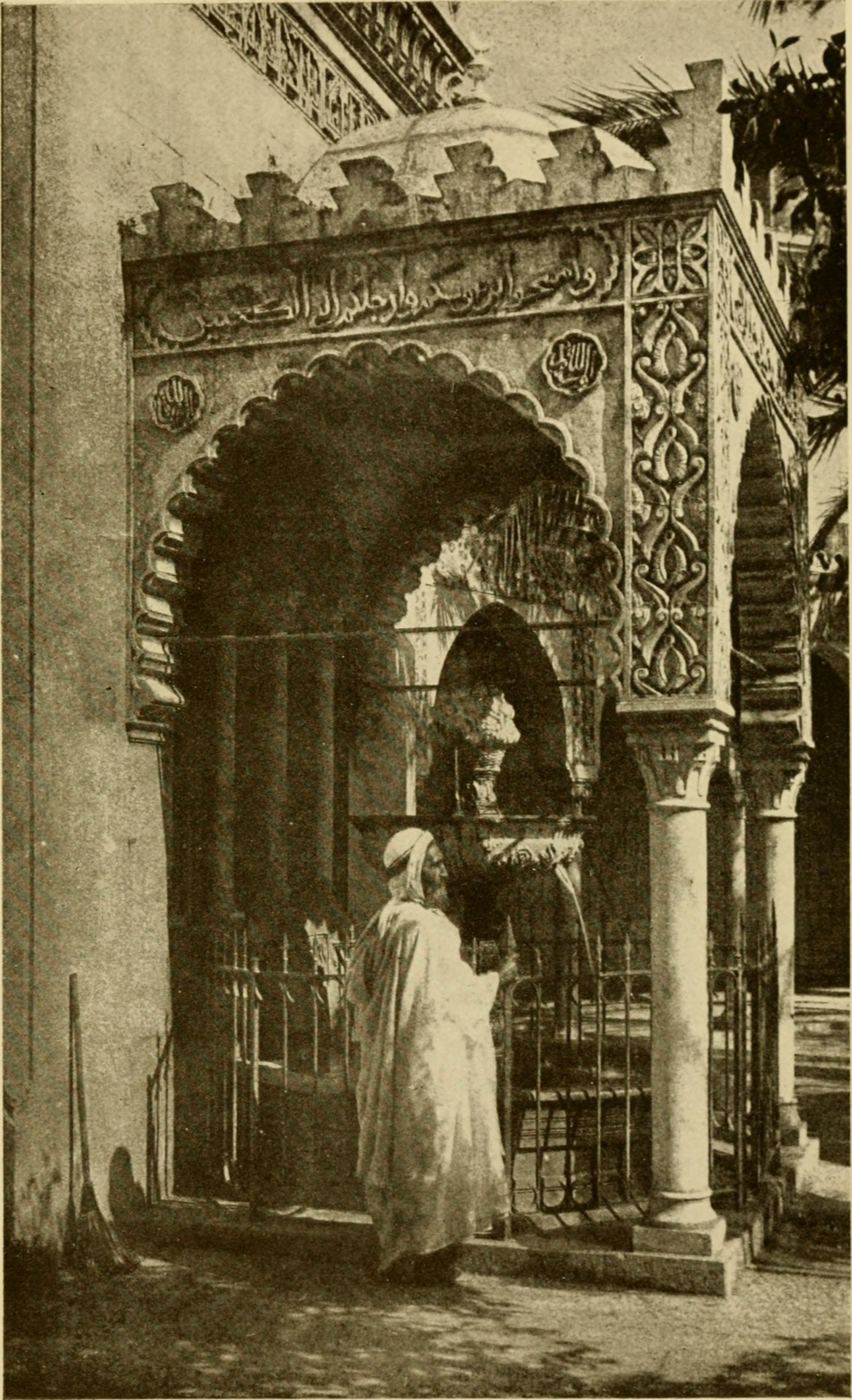
«...وامسحوا برؤوسكم وأرجلكم إلى الكعبين...»

سنن الوضوء هي: التي يطلب فعلها إضافة إلى أركان الوضوء. وهي: المندوبات والمؤكدات لكن السنن المؤكدة يراد بها عند بعض العلماء «واجبات الوضوء» مثل التسمية، وغسل الكفين. ولها تفاصيل واسعة في كتب الفقه. وأهم سنن الوضوء.
- التسمية.[5][6]
- غسل الكفين قبل إدخالهما في الإناء.
- المضمضة وهي: إدارة الماء في الفم (غسل الفم). وهي واجبة عند الحنابلة.[7]
- الاستياك وهو: استعمال السواك عند غسل الفم. (وهو مستحب وليس واجباً)
- الاستنشاق، وهو: جذب الماء في الأنف. وهو واجب عند الحنابلة.[7]
- الاستنثار: وهو إخراج الماء من الأنف.
- مسح الأذنين ظاهرا وباطنا، ومسح الصماخين بماء آخر. «الصماخ: فتحة الأذن (المشتملة على الشمع)[8]»
- التثليث: في أفعال الوضوء بغسل اليدين ثلاث مرات والوجه ثلاثا والأقدام ثلاثاً بدءاً من الطرف الايمن ومنهياً بالايسر
- ، وباقي الأفعال في كل ثلاثا ثلاثا. ما عدى شعر الرأس والأذنين.
- مسح جميع الرأس بدءاً بمقدمه.
- الاقتصاد في الماء.
- هناك سنن أخرى، مذكورة في كتب الفقه.

## مكروهاته
1. الإسراف في استعمال الماء.
2. ترك سنة من السنن المذكورة، ومن ترك سنة حرم ثوابها ويكون العمل ناقصا.
3. يكره الوضوء في المكان النجس.
4. يكره الكلام أثناء الوضوء إلا لضرورة، ولا بأس من رد السلام وتشميت العاطس.
5. يكره أن يلطم المتوضئ وجهه بالماء عند غسله.

## نواقضه
- الخارج من السبيلين، وهو وحده المتفق على أنه ينقض الوضوء، ويشمل كل خارج من القبل أو الدبر، من: ريح، أو بول، أو براز، أو مني، أو مذي، أو ودي.
- النوم المستغرق.
- أكل لحم الإبل، وهذا خلاف الراجح، والصواب أنه ينقض الوضوء، لأن النبي توضأ عندما انتهى من أكل الإبل. وفي الصحيح أن رجلاً سأل النبي صلى الله عليه وسلم:(أيتوضأ أحدنا إذا أكل من لحم الإبل فقال رسول الله نعم، فقال الرجل: أيتوضأ أحدنا إذا أكل من لحم الغنم، فقال رسول الله: إذا شئت).
- لمس الفَرْج باليد بشهوة، سواءً كان فَرْجه هو أو فَرْج غيره، لحديث: (من مسّ فرجه فليتوضأ).

وذكر عبد الواحد بن عاشر في متنه أن نواقض الوضوء ستة عشر: ”نَواقِضُ الْوُضوءِ سِتَّةَ عَشَرْ بَـوْلُ ُ وَريـحُ ُ سَلَسُ ُ إذا نَدَرْ وَغَائِـطُ نَـوْمٌ ثَقيـلٌ ُ مَـذْيُ سُكْـرُ ُ وَإِغْمَـاءُ جُنونُ وَدْيُ لَمْسُ وَقُـبْلَةُ وَذَا إنْ وُجِـدَتْ لَـذَّةُ عَـادَةِ ِ كَـذَا إنْ قُصِدَتْ إِلْطَـافُ مَـرْأَةِ ِ مَسُّ الذّكَـرْ وَالشَّكُّ في الْحَدَثِ كُفْرُ مَنْ كَفَرْ وَيَجِـبُ اسْتِبْراءُ الأخْبَثَيْن مَع سَلْـتِ ِ وَنَتْرِ ذَكَرِ ِ والِشَّدَّ دَعْ وَجَازَ الاسْتِجْمَارُ مِنْ بَوْلِ ذَكَرْ كَغَائِـطِ ِ لاَ مَـا كثيراَ َ انْتَشَرْ“.

## الوضوء في القرآن والسنة

### في القرآن
ورد في سورة المائدة ﴿يَا أَيُّهَا الَّذِينَ آمَنُوا إِذَا قُمْتُمْ إِلَى الصَّلَاةِ فَاغْسِلُوا وُجُوهَكُمْ وَأَيْدِيَكُمْ إِلَى الْمَرَافِقِ وَامْسَحُوا بِرُءُوسِكُمْ وَأَرْجُلَكُمْ إِلَى الْكَعْبَيْنِ وَإِنْ كُنْتُمْ جُنُبًا فَاطَّهَّرُوا وَإِنْ كُنْتُمْ مَرْضَى أَوْ عَلَى سَفَرٍ أَوْ جَاءَ أَحَدٌ مِنْكُمْ مِنَ الْغَائِطِ أَوْ لَامَسْتُمُ النِّسَاءَ فَلَمْ تَجِدُوا مَاءً فَتَيَمَّمُوا صَعِيدًا طَيِّبًا فَامْسَحُوا بِوُجُوهِكُمْ وَأَيْدِيكُمْ مِنْهُ مَا يُرِيدُ اللَّهُ لِيَجْعَلَ عَلَيْكُمْ مِنْ حَرَجٍ وَلَكِنْ يُرِيدُ لِيُطَهِّرَكُمْ وَلِيُتِمَّ نِعْمَتَهُ عَلَيْكُمْ لَعَلَّكُمْ تَشْكُرُونَ ۝٦﴾

### في السنة
روي عن أبي هريرة في  الجامع الصحيح: 
| وضوء | لا يقبل الله صلاة أحدكم إذا أحدث حتى يتوضأ. | وضوء |

روي في الطهارة عن بعض صحابة النبي: 
| وضوء | أن رسول الله رأى رجلا يصلي في ظهر قدمه لمعه كقدر الدرهم لم يصبها الماء، فأمره رسول الله أن يعيد الوضوء والصلاة. | وضوء |

روي عن علي بن أبي طالب  في  الجامع الصحيح: 
| وضوء | عن علي قال: كنت رجلا مذاء، فأمرت المقداد أن يسأل النبي فسأله، فقال: فيه الوضوء. | وضوء |

## كيفية الوضوء لدى السنة
فإن كيفية الوضوء لدى السنة هي:
1. أن تغسل يديك ثلاثا،
2. وتتمضمض وتستنشق ثلاثا، والمضمضة: جعل الماء في الفم ومجه وطرحه. والاستنشاق: جذب الماء بالهواء إلى داخل الأنف.
3. ثم تغسل وجهك ثلاثا ما بيْن أصولِ الأُذنين عرضاً، وما بين مَنابِتِ شعرِ الرَّأس المعتاد إلى منتهى الذَّقن طولًا .
4. ثم تغسل يديك إلى المرفقين ثلاثا.
5. ثم تمسح رأسك،
6. وتمسح الأذنين،
7. ثم تغسل رجليك إلى الكعبين ثلاثا،

هذا هو الأكمل وقد ثبت ذلك عن النبي في أحاديث في البخاري ومسلم رواها عنه عثمان وعبد الله بن زيد وغيرهما، وقد ثبت أيضا عنه في البخاري وغيره أنه توضأ مرة مرة، وأنه توضأ مرتين مرتين بمعنى أنه يغسل كل عضو من أعضاء الوضوء مرة، أو مرتين.

## كيفية الوضوء لدى الشيعة
فإن كيفية الوضوء لدى الشيعة هي: 
 يغسل الوجه من منبت الشّعر أعلى الجبهة إلى الذّقن طُولاً، 
تغسل اليد من المرفق إلى أطراف الاصابع مبتدئاً باليد اليمنى ثمّ اليسرى غاسلاً من أعلى المرفق ونازلاً إلى أطراف أصابعك منتهياً بأصابعك، 
ثم تمسح مقدّمة الرأس ويرجّح أن يكون المسح بباطن الكفّ اليمنى وبالبلل المتبقى فيها من غسل اليد، وأن يبدأ المسح من الأعلى إلى الأسفل، ويجوز أن تمسح على الشعر المختص بالمقدّم، ولا يجب المسح على البشرة، 
ثم تمسح بالبلل المتبقى بكفيك على رجليك (قدميك) ما بين أطراف الأصابع ومفصل الساق، ويرجّح أن تمسح رجلك اليمنى بنداوة كفّك اليمنى ورجلك اليُسرى بنداوة كفّك اليسرى، ولا يجوز المسح بماء جديد.

## الاستنشاق
الاستنشاق جزء من الوضوء فيه من الفوائد الكثير
فقد روي عن الرسول أنه قال:
«بالغ في الاستنشاق ما لم تكن صائماً»
وحديث لقيط قال: قلت: يا رسول الله أخبرني عن الوضوء. قال: «أسبغ الوضوء وخلل بين الأصابع وبالغ في الاستنشاق ما لم تكن صائماً».
الاستنشاق لغة: جعل الماء في الأنف.
والمبالغة: إيصال الماء إلى البلعوم عن طريق الأنف.

## فوائد الاستنشاق
1. إبقاء المنخرين منفتحين وهما الطريق الطبيعي للتنفس، وعليه: فإن الهواء الداخل إلى الرئتين يكون:
  - خاليا من الغبار والأوساخ.
  - رطبا غير جاف.
  - ذا حرارة معتدلة.
وهذه النقاط الثلاثة مهمة، لأنه لو أخذ الهواء عن طريق الفم الطريق غير الطبيعي فيمكن أن يكون محملاً بالغبار وجافاً أو حرارته مرتفعة أو منخفضة بصورة كبيرة وهذه كلها تؤثر سلباً على جهاز التنفس وقد تؤدي إلى الالتهابات الحادة مثل التهاب اللوزتين والبلعوم أو التهاب القصبات الهوائية.
2. دخول الماء عن طريق الأنف له تأثير على فتحات الجيوب الأنفية فيساعد على بقائها منفتحة مما يمنع تراكم الإفرازات فيها ومن ثم يمنع التهابها الحاد والمزمن الذي يسبب الألم والصداع والذي يصيب الكثيرين.
3. عند الإصابة بالالتهابات الحادة مثل التهاب اللوزتين والتهاب البلعوم والزكام الحاد فإن الاستنشاق يساعد في العلاج ويسرع في الشفاء، حيث أن الزكام ينتهي في خلال يوم أو أكثر قليلاً ولا تصاحبه المضاعفات المعروفة مثل التهاب القصبات أو التهاب الجيوب. وثبت أن له فعالية كبيرة حتى في منع الالتهابات المزمنة مثل التهاب اللوزتين المزمن والتهابات الجيوب المزمنة.
4. عند الاستمرار في الاستنشاق كما في الحالة اليومية للمصلي الذي يتوضأ كل يوم عدة مرات، فإن ذلك يرفع المناعة ضد الإصابة يالامراض ومن أهمها الزكام الذي له خطورة وخاصةً على كبار السن.
5. الاستنشاق أيضاً يقلل من الإصابة بحساسية الغشاء المخاطي للأنف مما يقلل من الإصابة بأمراض الحساسية في الأنف.

إن النقاط المذكورة أعلاه مهمة فهي تقلل الالتهابات الحادة في القسم العلوي من جهاز التنفس وكذلك التهابات الجيوب الأنفية وتقلل الإصابات بالبرد والزكام وهذه الأمور مهمة جداً ويحصل الإنسان عليها من عمل بسيط هو الاستنشاق في الوضوء[بحاجة لمصدر].

### الطريقة الصحيحة للاستنشاق
يؤخذ الماء براحة اليد عند الوضوء ويسحب عن طريق الفتحتين الأماميتين للأنف بقوة بمساعدة هواء الشهيق حتى يصل الماء إلى البلعوم عندها يستنثر (يطرح) الماء إلى الخارج بقوة هواء الزفير، ويعيد العملية مرتين أو أكثر حسب الحاجة حتى يتأكد من انفتاح تلك الجهة من المسار الهوائي من الفتحة الأمامية للأنف إلى البلعوم ثم يعيد العملية في الجهة الثانية من الأنف استنشاقا واستنفارا.
ولا شك أنه في البداية يصاحب العملية ألم شديد في الرأس ومنطقة الجيوب الأنفية وتدمع العينان وتحمر أحياناً، لكن هذا يخف تدريجياً مع الاستمرار في الاستنشاق حتى يصبح غير مؤلم تماماً في مدة حوالي أسبوع، ولكن هذه المدة قد تطول خاصة لمن كان مصاباً بالتهاب مزمن في الجيوب الأنفية.[بحاجة لمصدر]

## طالع أيضًا
- الطهارة في الإسلام
- قاعدة الفراغ و التجاوز